# Pardosa vinsoni
Pardosa vinsoni är en spindelart som först beskrevs av Roewer 1951.  Pardosa vinsoni ingår i släktet Pardosa och familjen vargspindlar.
Artens utbredningsområde är Madagaskar. Inga underarter finns listade i Catalogue of Life.